# Athetis delecta
Athetis delecta là một loài bướm đêm trong họ Noctuidae.